# Raion de Konotop
Raion de Konotop (em ucraniano:  Конотопський район, transl. Konotopskyj rajon) é um raion da Ucrânia localizado no Oblast de Sumy. Tem a cidade de Konotop como centro administrativo, sendo que possuía uma população estimada em 194 408 habitantes no começo de 2022.
Após uma grande reorganização dos raions feita no ano de 2020, o distrito de Konotop passou a ter uma área de 5 190,6 km² e incorporou a si três antigos raions: Buryn, Krolevets e Putyvl.